# Марлборо
Ма́рлборо (англ. Marlborough) — один из регионов Новой Зеландии. Расположен на крайнем севере Южного острова. Благодаря своему климату, является одним из основных винодельческих районов страны. Виноградарством здесь стали заниматься с 1973 года и со временем достигли значительных успехов. Ведущие производители: Cloudy Bay, Delta, Fromm, Herzog, Jackson Estate, Kim Crawford, Staete Landt, TerraVin.
Административно регион состоит из одного округа и его администрация выполняет одновременно функции регионального и местного управления. Административным центром является город Бленем. В регионе протекает 8-я по длине река страны — Кларенс.